# Live at Third Man Records
Live at Third Man Records es el primer álbum en vivo exclusivo en vinilo de la cantante estadounidense Billie Eilish. Fue grabado en un concierto acústico en vivo con su hermano Finneas O'Connell en la sede de Third Man Records en Nashville, Tennessee el 6 de noviembre de 2019. Se lanzó oficialmente el 6 de diciembre de 2019 y debutó en el número 55 en el Billboard 200, además de encabezar las listas de álbumes de vinilo y Tastemakers, luego de vender 13 mil copias en esa semana. Es de un concierto acústico en vivo con su hermano Finneas O'Connell en noviembre de 2019, fue lanzado oficialmente como el primer álbum en vivo de Eilish el 6 de diciembre de 2019.

## Grabación
El álbum es una grabación de un espectáculo acústico «secreto, solo por invitación» en The Blue Room en la sede de Third Man Records en Nashville, Tennessee, que tuvo lugar el 6 de noviembre de 2019.

## Lanzamiento y empaquetado
El álbum se lanzó de forma independiente bajo Third Man Records el 6 de diciembre de 2019, y solo estuvo disponible a través de dos tiendas Third Man, cada una en Detroit y Nashville. La mayoría de las copias del disco aparecen en vinilo azul opaco con una cubierta negra lisa con cuatro «Billie Eilish» repetidos en texto amarillo, colocados juntos para formar un cuadrado. Las copias de edición limitada del disco presentan una salpicadura de pintura azul en la cubierta aplicada por la propia Eilish. Una edición alternativa «extremadamente» limitada presenta un disco de vinilo verde lima, pero sin decoraciones adicionales en la portada.

## Recepción
Neil Z. Yeung, que escribe para AllMusic, describió que el álbum «captura todo el encanto de la actuación en vivo de Eilish», y continúa diciendo que «permite que la personalidad realista de Eilish y su voz sin esfuerzo brillen». Concluye diciendo «si bien no es necesario escuchar a un fan promedio, esta rareza es un regalo para los fanáticos». Eliot Hill de iHeartRadio lo describió como un «gran vinilo». Escribiendo para Nashville Scene, D. Patrick Rodgers dijo que fue «un espectáculo encantador e íntimo con actuaciones acústicas de Eilish y su hermano y colaborador Finneas O'Connell».

## Lista de canciones
| N.º | Título                          | Duración |  |
| 1.  | «All the Good Girls Go to Hell» |          |  |
| 2.  | «Ocean Eyes»                    |          |  |
| 3.  | «Bad Guy»                       |          |  |
| 4.  | «Idontwannabeyouanymore»        |          |  |
| 5.  | «Bury a Friend»                 |          |  |
| 6.  | «Come Out and Play»             |          |  |
| 7.  | «Copycat»                       |          |  |
| 8.  | «I Love You»                    |          |  |
| 9.  | «Bellyache»                     |          |  |
| 10. | «When the Party's Over»         |          |  |

## Posicionamiento en listas
| Listas (2020)                           | Mejor posición |
| --------------------------------------- | -------------- |
| Estados Unidos (Billboard 200)          | 55             |
| Estados Unidos (Vinyl Albums)           | 1              |
| Estados Unidos (Top Tastemaker Albums)  | 1              |
| Estados Unidos (Top Alternative Albums) | 6              |